# Cowboys & Aliens
Cowboys & Aliens è un romanzo a fumetti di 100 pagine del 2006, creato da Scott Mitchell Rosenberg, scritto da Fred Van Lente e Andrew Foley e disegnato da Luciano Lima.
Il titolo fa riferimento a un ashcan di 16 pagine del 1995, pubblicato da Tom Arvis e Sureshot Comics. Nel 1998, Platinum Studios registrò il nome, e nel 2004, tramite un accordo separato, negoziò tutti i diritti del titolo da Arvis, il quale cambiò il nome del suo libro in Wayout West.

## Trama
Una specie extraterrestre visita l'Arizona nella metà del XIX secolo. Gli alieni hanno pianificato di conquistare il Selvaggio West e schiavizzare l'umanità, ma i cowboys e i nativi Apache si ribellano a questo piano.

## Adattamento cinematografico
Scott Mitchell Rosenberg, fondatore di Malibu Comics, concepì l'idea di Cowboys & Aliens come un ashcan nel 1997, vedendone di conseguenza il potenziale per un adattamento cinematografico. Nel maggio 1997, si concluse una guerra di offerte per i diritti cinematografici del romanzo a fumetti che vide coinvolte Walt Disney Pictures e 20th Century Fox da una parte e Universal Pictures e DreamWorks dall'altra, con questi ultimi due studi vincitori. Rosenberg fondò i Platinum Studios per aiutare a produrre il film, e Steve Oedekerk fu incaricato lo stesso mese di scrivere e dirigere la trasposizione per uno stipendio stimato di 3,5 milioni di dollari.
Il film uscì nelle sale cinematografiche americane il 29 luglio 2011.

## Sequel
Cowboys and Aliens: Worlds at War, o Cowboys & Aliens II, è un'estensione visibile in rete scritta da Alana Joli Abbott del romanzo a fumetti.